# Pacifik Bizza
Pacifik Bizza (Rab, 3. svibnja 1696. – Split, 13. svibnja 1756.), rapski biskup (1738. – 1746.), splitski nadbiskup i primas Dalmacije i čitave Hrvatske (1746. – 1756.). Posljednji je muški potomak rapske plemićke obitelji Bizza.
Osnovnu i srednju naobrazbu stekao je u rodnom gradu, a studij filozofije, teologije i prava završio je u Padovi, gdje je postigao doktorat iz obaju prava. Od 1738. postaje rapski biskup, a 1746. imenovan je splitskim nadbiskupom. Njegovom zaslugom splitsko sjemenište postalo je najbolje teološko učilište u Dalmaciji. U Priku kod Omiša otvorio je 1750. glagoljaško sjemenište.
Godine 1751. u Splitu je održao Dijacezansku sinodu. Bavio se arheologijom pa je u atriju nadbiskupske palače uredio egipatski muzej. Surađivao je s Filippom Riceputijem na sakupljanju građe za Illyricum sacrum.